# Obuti maček
Obuti maček je pravljični junak, ki sta ga ustvarila brata Grimm. Je personificirana žival, ki z iznajdljivostjo in zvitostjo svojega gospodarja iz mlinarja spremeni v bogatega grofa.

## Vsebina
Pred mnogimi leti je živel mlinar, ki je imel tri sinove, svoj mlin, osla in mačka. Živeli so mirno in srečno, dokler ni mlinar nekega dne zbolel. Ko je mlinar umrl, so si sinovi razdelili dediščino. Najstarejši je dobil mlin, drugi osla, za tretjega pa ni ostalo drugega kot maček. Ko je najmlajši sin razmišljal kaj bi z mačkom lahko storil, ga je le ta poprosil za par škornjev, takih kot jih nosijo ljudje, in mu obljubil, da se mu bo v prihodnje bolje godilo.
Mlinarjevemu sinu se je to sicer zdelo čudno, a je vseeno s svojim zadnjim denarjem mačku kupil škornje. Ko so bili narejeni, si jih je maček obul, v vrečo nasul malo žita, jo na vrhu zadrgnil z vrvico, vrgel čez ramo in odkorakal skozi vrata kot človek.
V tistem času je deželi vladal kralj, ki je zelo rad jedel jerebice, ki pa jih je bilo zelo težko uloviti, saj so bile zelo plašne živali. Maček je to vedel, zato je odšel v gozd, razprl vrečo in iz nje vsul malo žita. Vrvico, s katero je bila vreča zadrgnjena, je s seboj povlekel v živo mejo in čakal da so tja priletele jerebice in druga za drugo poskakljale v vrečo. Ko jih je bilo v vreči že lepo število je potegnil vrvico, skočil tja in jerebicam zavil vrat. S svojim plenom se je odpravil na kraljev grad in mu v imenu svojega gospodarja, ki ga je imenoval za grofa, izročil bogato darilo. Kralj je bil tako vesel, da mu je v vrečo dal nasuti toliko zlata kolikor ga je le lahko nesel. Ko se je maček vrnil domov se je mlinar zelo razveselil bogastva in maček mu je obljubil, da to še ni vse in da bo postal zelo bogat. 
Drugega dne je maček spet lepo obut odšel na lov in odnesel kralju bogat plen. Tako je šlo vse dni, maček je nosil domov zlato, pri kralju pa je postal tako priljubljen, da je lahko pohajal in se smukal po gradu. Tako je nekoč stal v kuhinji in slišal služabnika, ki sta se pogovarjala, da se kralj odpravlja na sprehod k jezeru. Maček je hitro pohitel domov in svojemu gospodarju naročil naj se odide kopat v jezero, če želi postati grof.
Ko je bil mlinar v vodi je maček hitro pograbil njegove obleke in jih skril. Ko se je mimo pripeljal kralj, mu je maček začel milo javkati, da je njegovemu gospodarju nekdo ukradel oblačila med tem ko se je ta kopal in da sedaj ne more iz vode in se lahko prehladi in umre. Kralj je urno poslal enega od svojih služabnikov na grad po njegova oblačila.
Gospod grof je oblekel sijajne obleke, in ker mu je bil kralj zaradi jerebic že od prej naklonjen, je moral sesti k njemu v kočijo. Tudi kraljična ni imela nič proti saj je bil grof lep in mlad. Maček pa jo je ubral naprej do velikega travnika, kjer je več kot sto ljudi grabilo seno. Vprašal jih je čigav je ta travnik in odgovorili so mu, da čarovnikov. Maček pa jim je velel, da ko se mimo pripelje kralj morajo reči, da je grofov, ali pa bo po njih.
Maček je odšel naprej in isto velel tudi ljudem, ki so želi neskončne žitne njive in tistim, ki so  pripravljali les iz sijajnega gozda.
Ljudje so začudeno gledali za njim in so se ga bali, saj je bil videti tako čuden in je hodil v škornjih kakor človek. Kmalu je prišel do čarovnikovega gradu. Čarovnik ga je zaničljivo pogledal in ga vprašal kaj hoče, ta pa mu je odgovoril, da se je prišel prepričat če je res tako mogočen in se lahko spremeni v katerokoli žival. Ker mu je čarovnik hotel dokazati, da zmore karkoli, se je najprej spremenil v slona, nato v leva in na koncu še v miš. Maček je planil, v enem skoku ujel miš in jo požrl.
Ko se je kralj s kraljično in grofom peljal mimo velikega travnika, velike žitne njive in mimo sijajnega gozda, so kralju na vprašanje čigavo je vse to, ljudje odgovorili da grofovo.
Kralj se je čudil grofovemu bogastvu in ko so prišli do čarovnikovega gradu je maček kralja povabil v grofov grad, ki je bil skoraj večji in lepši od kraljevega, grof pa je kraljično popeljal po stopnicah navzgor v dvorano, ki se je vsa lesketala v zlatu in dragih kamnih.
Tukaj sta se grof in kraljična zaročila, in ko je stari kralj umrl, je grof postal kralj, obuti maček pa njegov prvi minister.